# مجاهد القهالي
مجاهد القهالي ويكنى بأبو عبيدة اللودري من مواليد 1950م عيال سريح بمحافظة عمران وزير شؤون المغتربين السابق في حكومة باسندوة في الفترة  7 ديسمبر 2011 حتى نوفمبر 2014.

## المؤهلات العلمية
تخرج من الكلية الحربية عام 1968 الدفعة السابعة برتبة ملازم ثاني.

## المناصب التي تقلدها
1. عين قائد سرية في لواء العاصفة.
2. قائداً للكتيبة الثالثة عاصفة.
3. شارك في تأسيس قوات العمالقة، ثم قائداً لمدرسة العمالقة لتدريب الوحدات الخاصة.
4. عُين أركان حرب اللواء الثالث عمالقة. ومن ثم قائداً للواء الأول مشاة في تعز، الذي انتقل إلى عمران في 1975، وأسندت إليه قيادة الوحدات العسكرية في عموم المناطق الشمالية.
5. انتخب مقرراً للجنة الدفاع والأمن في أول مجلس نواب بعد الوحدة.
6. انتخب عضواً في مجلس النواب عام 1997م.
7. عضو لجنة عامة في المؤتمر الشعبي العام.

وعلى الصعيد السياسي، كان عضواً في مجلس قيادة الظل لحركة 13 يونيو، وأميناً عاماً لجبهة التصحيح الديمقراطية، ثم نائباً لرئيس الجبهة الوطنية وسكرتير العلاقات الداخلية في عدن.
بعد الوحدة أصبح أميناً عاماً لتنظيم التصحيح الشعبي الناصري، وعُين عضواً في مجلس النواب.